# ناکلاگریم
ناکلاگریم (به انگلیسی: Knockloughrim) یک روستا در بریتانیا است. ناکلاگریم ۱۸۶ نفر جمعیت دارد.